# Gaudenz Beeli
Gaudenz Beeli (17 ottobre 1947) è un bobbista svizzero.

## Biografia
Ai campionati mondiali vinse una medaglia d'argento nel 1974, nel bob a quattro con Hans Candrian, Guido Casty e Yves Marchand.
È il padre di Binia Beeli.